# 강성재
강성재(姜聲才, 1939년 3월 11일~2002년 3월 25일)는 대한민국의 정치인이다. 제15대 국회의원을 지냈다.

## 학력
- 곡성중앙국민학교 졸업
- 순천중학교 졸업
- 순천고등학교 졸업
- 서울대학교 법과대학 법학 학사
- 고려대학교 노동대학원ㆍ서울대학교 행정대학원 수료

## 경력
- 동아일보 정치부 기자
- 언론자유주장으로4년간해직('80년)
- 국회의장 비서실장
- 제15대 국회의원
- 백두산산악회장
- 당대표특보
- 당총재비서실부실장

## 역대 선거 결과
|  | 23.59% |

|  | 35.42% |

|  | 42.50% |

|  | 40.02% |

## 같이 보기
- 성북구 을
- 서울 성북구의 국회의원
- 대한민국의 국회의장비서실장